# Betty Neumar
Betty Neumar (27 de noviembre de 1931 - 13 de junio de 2011) fue una mujer estadounidense acusada de organizar el asesinato de su cuarto esposo, Harold Gentry, que murió en 1986. Al Gentry, hermano del cuarto esposo de Neumar, había instado a la policía a investigar su muerte durante 22 años, antes de su arresto en 2007. Seguido a este arresto, y descubriendo el hecho que Neumar había tenido cinco esposos en total que todos habían muerto, el caso generó mucho interés en los medios en Estados Unidos, que llamaron a Neumar 'Black Widow'.

## Documental de BBC
El caso de Neumar fue objeto de un documental de televisión de BBC, Black Widow Granny?, emitido en BBC One el 3 de noviembre de 2009. El documental presentaba entrevistas con amigos y familiares, como también una entrevista con Neumar, que había evitado los medios de comunicación.

## Muerte
El 13 de junio de 2011, Neumar murió en un hospital de Luisiana de una enfermedad no revelada. La policía dijo que se ocuparía de su muerte.